# Edwin Richards
Edwin William Gryffydd Richards (a vegades anomenat Edward, Abergavenny, Monmouthshire, 15 de desembre de 1879 – Ipswich, Suffolk, 10 de desembre de 1930) va ser un jugador d'hoquei sobre herba gal·lès que va competir a principis del segle xx.
El 1908 va prendre part en els Jocs Olímpics de Londres, on va guanyar la medalla de bronze en la competició d'hoquei sobre herbal, com a membre de l'equip gal·lès.